# Club Atlético del Rosario

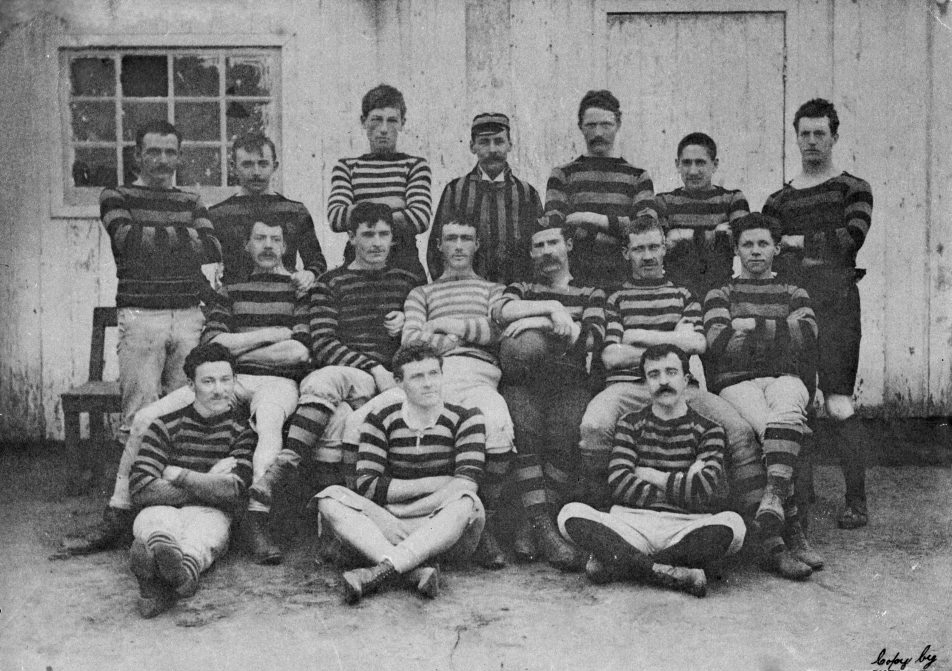
Rosario A.C. rugby, 1884.

Club Atlético del Rosario is een Argentijnse sportclub uit Rosario. De club is het meest bekend van zijn rugbyafdeling en was medeoprichter van de Argentijnse rugbycompetitie. De club is ook actief in cricket, hockey en tennis en speelde vroeger ook voetbal.

## Geschiedenis
De club werd op 27 maart 1867 door Britse spoorwegmedewerkers opgericht als Rosario Cricket Club. In 1899 verhuisde de club naar het Plaza Jewell, waar de club nog steeds speelt. Intussen was de naam in Rosario Athletic Club gewijzigd.
De mannen van de rugbyafdeling en de vrouwen van de hockeyafdeling spelen in de hoogste divisie van Argentinië in hun tak van sport. In 1894 was het de eerste club uit de stad Rosario die in het voetbal in de Argentijnse Primera Divsión (het hoogste niveau) speelde. Hoewel de club vicekampioen werd achter Lomas Athletic Club was dit het enige seizoen dat de club deelnam aan de competitie.
In 1900 werd de Tie Cup opgericht, een internationale voetbalcompetitie tussen teams uit Buenos Aires, Rosario en Montevideo. De club won in 1902 de finale tegen Alumni Athletic Club en in 1904 en 1905 telkens tegen C.U.R.C.C..
Buiten voetbal was de club ook al actief in rugby union. In 1886 werd tegen Buenos Aires Football Club zelfs de eerste interclubwedstrijd van Argentinië gespeeld. In 1899 was de club een van de stichtende leden van de Argentijnse rugbycompetitie.
In 1930 werd ook veldhockey een sport bij de club.

## Erelijst

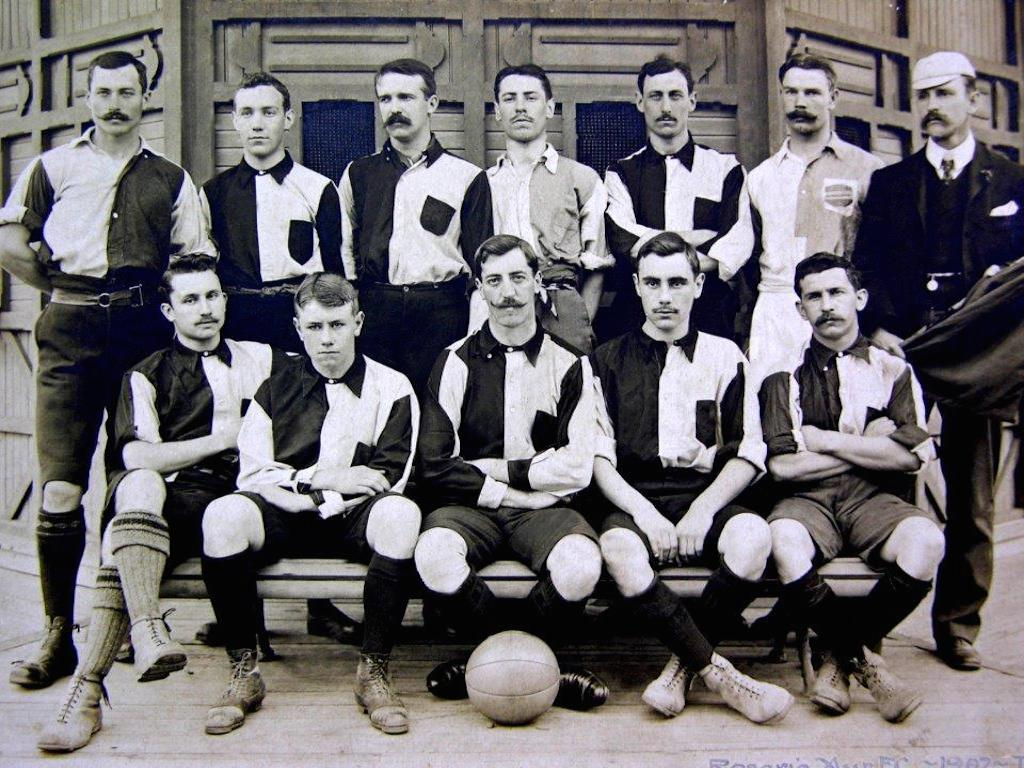
Voetbalelftal in 1905.

### Voetbal
Tie Cup
1902, 1904, 1905

### Rugby
Torneo de la URBA
1905, 1906, 1935, 1996, 2000

### Veldhockey
Metropolitano de Primera División (vrouwen)
1971, 1975